# Kalendarium kanałów Polsat
Pod spodem umieszczono historię kanałów Telewizji Polsat - kalendarium:
| HISTORIA KANAŁÓW TELEWIZJI POLSAT | |
| ROK                               | SZCZEGÓŁY |
| 1992                              | Kanały ogólne: - Polsat – druga polska prywatna telewizja |
| 1997                              | Kanały ogólne: - Polsat 2 – filmy, seriale, rozrywka |
| 1999                              | Kanały rozrywkowe: - Formuła 1 (później: On) – filmy, seriale i rozrywka dla mężczyzn - Dla Ciebie (później: Ona) – filmy, seriale i rozrywka dla kobiet - Komedia – filmy i seriale komediowe, programy satyryczne - Smyk (później: Junior) – seriale animowane i programy dla dzieci - Relaks (później: Muzyczny Relaks) – kanał muzyczny Kanały edukacyjne: - Info Dokument (także pod nazwą: Spotkania, później: Info) – filmy dokumentalne, cykle popularnonaukowe Platforma cyfrowa: - Polsat 2 Cyfrowy (później: Cyfrowy Polsat) |
| 2000                              | Kanały edukacyjne: - Polsat 2 Info – programy informacyjne i dokumentalne - Teleuniwersytet – wykłady, programy edukacyjne Kanały sportowe: - Polsat Sport – programy i relacje sportowe Kanały ogólne: - Czwórka – programy rozrywkowe, filmy i seriale (zakup udziałów) Kanały wycofane: Polsat 2 |
| 2001                              | Kanały filmowe: - Filmax - kanał filmowy |
| 2002                              | Kanały ogólne: - Polsat 2 International – kanał powtórkowy dla Polonii amerykańskiej, niekodowany. Kanały wycofane: Ona, On, Junior, Filmax, Muzyczny Relaks, Komedia, Info, Polsat 2 Info |
| 2004                              | Kanały edukacyjne: - Polsat Zdrowie i Uroda – kanał o medycynie |
| 2005                              | Kanały sportowe: - Polsat Sport Extra – drugi kanał sportowy Polsatu Kanały wycofane: Teleuniwersytet |
| 2007                              | Kanały sportowe: - Polsat Sport HD – kanał sportowy w jakości HD Kanały biznesowe: - TV Biznes – kanał o tematyce biznesowej (zakup udziałów) |
| 2008                              | Kanały informacyjne: - Polsat News – kanał o profilu informacyjno-biznesowym Kanały rozrywkowe - Polsat Café – kanał lifestyle'owy dla kobiet - Polsat Play (wcześniej: Play TV i Playboy Polska) – kanał rozrywkowo-erotyczny dla mężczyzn Kanały zakodowane - Polsat 2 – kanał powtórkowy dla Polonii amerykańskiej. Kanały wycofane: Polsat Zdrowie i Uroda |
| 2009                              | Kanały ogólne: - Polsat HD – kanał ogólny w jakości HD Kanały sportowe - Polsat Futbol – kanał piłkarski Kanały filmowe - Polsat Film – kanał filmowy Kanały dla dzieci - Polsat JimJam – kanał dla dzieci w wieku przedszkolnym |
| 2011                              | Kanały sportowe - Polsat Sport News – kanał informacyjny o profilu sportowym Kanały ogólne - Szóstka – siostrzany kanał Czwórki Kanały tematyczne - Crime+Investigation Polsat - kanał poświęcony śledztwom |
| 2012                              | Kanały sportowe - Polsat Sport Extra HD – Polsat Sport Extra w jakości HD Kanały filmowe - Polsat Film HD – Polsat Film w jakości HD Kanały tematyczne - Food Network - kanał poświęcony gotowaniu Kanały wycofane: Polsat Futbol |
| 2013                              | Kanały biznesowe: - Polsat Biznes – kanał o tematyce biznesowej (zakup udziałów) |

Kanały wycofane: Polsat Biznes, TV Biznes, Viasat Nature, Viasat History, Viasat Explorer